# Juha Tella
Juha Pekka Tella (Ruokolahti, 9 ottobre 1960) è un ex biatleta finlandese.

## Biografia
In Coppa del Mondo gareggiò dal 1985 al 1989, ottenendo l'unico podio il 1º marzo 1985 a Lahti (3°).
In carriera prese parte a un'edizione dei Giochi olimpici invernali, Calgary 1988 (38° nell'individuale, 41° nella sprint, 12° nella staffetta), e a tre dei Campionati mondiali (4° nella staffetta a Falun/Oslo 1986 il miglior risultato).

## Palmarès

### Coppa del Mondo
- 1 podio (individuale[1]):
  - 1 terzo posto